# 機動戦士ガンダム 逆襲のシャアの登場人物
機動戦士ガンダム 逆襲のシャアの登場人物では、アニメ映画『機動戦士ガンダム 逆襲のシャア』に登場する架空の人物を列挙する。
本項では映画脚本の初期稿を元にした小説をはじめとする『機動戦士ガンダム 逆襲のシャア ベルトーチカ・チルドレン』、および前日譚を加えた小説『機動戦士ガンダム ハイ・ストリーマー』に登場する人物についても解説する。

## 地球連邦軍（ロンド・ベル）
以下の人物は各項目を参照。
- アストナージ・メドッソ
- アムロ・レイ
- アンナ・ハンナ
- ブライト・ノア

### ケーラ・スゥ
Kayra Su
声 - 安達忍
地球連邦軍MSパイロット、階級は中尉でジェガン部隊隊長。アムロ指揮下のモビルスーツ隊で先鋒をつとめていた。戦闘での勇敢さと優しさを持ち合わせた女性で、チーフメカニックであるアストナージと恋人同士であった。ジェガンに搭乗していたが、アムロがνガンダムに搭乗してからは、リ・ガズィを譲り受けた。
戦闘中にギュネイのヤクト・ドーガらの攻撃を受け、機体から放り出された状態でヤクト・ドーガの手に捕まり人質となってしまう。ギュネイはアムロに対しνガンダムの引き渡しを迫りアムロはライフルとフィンファンネルを放棄するが、攻撃を受けた際に調整不足だったフィンファンネルが本人の意思より過敏に反応してしまい防御射撃をしてしまう。その行動に激昂したギュネイによって、ケーラはそのまま握りつぶされ非業の死をとげる。出撃前にアストナージと交わしていた「サラダを一緒に食べる」約束も果たせずじまいとなった。
キャラクターデザインを担当した北爪宏幸によると、当初は長髪だったが、無重力下の宇宙で登場するため、作画負担を考慮して短髪に変更された。変更の際には、監督である富野由悠季が持参した自身の妻の髪形のラフ画が参考にされている。
漫画『機動戦士Ζガンダム Define』ではエゥーゴ所属のモビルスーツパイロット候補生として登場する。

### チェーン・アギ
Chan Agi
声 - 弥生みつき（映画版） / 折笠富美子（『SDガンダム GGENERATION SPIRITS』以降のゲーム作品）
地球連邦軍の技術士官で階級は准尉、メカニックマンも務めておりνガンダムの開発プロジェクトで主導人物的な立場にある。開発のサポートのためにアナハイム・エレクトロニクスのフォン・ブラウン工場へと出向する。次第にアムロとは惹かれ合い恋人関係になっていき、公私にわたってサポートする。（チェーンがアムロに憧れていたこともあり）クェスにとっては嫌な女に映っていたようで、彼女がネオ・ジオンへと走る一因となる。サイコフレームの試料（T字型の金属塊として描かれている）の力もあり、ラー・カイラムの砲座の機銃でレズンのギラ・ドーガを撃墜する戦果を上げる。
物語終盤では、MSの数が足りない、サイコフレームの数が多い方がアムロに有利であると、サイコフレームの試料を届けるためにメイン・エンジンのひとつだけを修理したのみで半壊したまま艦外に係留されていたリ・ガズィに搭乗し、アストナージの制止も聞かず無理矢理戦場に出撃する。ハサウェイ・ノアがクェスを説得しているところを見つけ、チェーンに気付いたクェスから攻撃を受け、チェーンはハサウェイに退くように言い、クェスへ攻撃を行うがグレネードは外れる。チェーンはクェスとの会話で目線を下に向けるが、思い直し顔を上げる時にトリガーを引いた。チェーンはα・アジールに再度取りついていたハサウェイに驚いた。クェスはハサウェイを助けようとジェガンを跳ね上げた後、機体が下がった所にグレネードが命中しα・アジールを撃破する。クェスを殺されたことに激昂したハサウェイはリ・ガズィに向けてビーム・ライフルを乱射、コックピットに直撃してチェーンは戦死する。
脚本の第1稿ではアムロの恋人役は『機動戦士Ζガンダム』と同様ベルトーチカ・イルマで継続する予定だったが、スポンサーである『ガンダム映画化委員会』の意見により富野由悠季がこの案を没にしたことや、他にもシナリオの第一稿を書き上げた時にヒューマン・パワーが強くなりすぎてしまい、モビルスーツなどいらないのではないかというストーリーになったと気づき、関係会社が困ることやモビルスーツあっての「ガンダム」という作品という理由から、ベルトーチカを登場させることを止めたという。富野監督は画面を作っていく上での彩りとして、何が必要か考えた際に主人公の傍らには女の子を出したほうが良いだろうと思い、新しく恋人役としてチェーンが登場することになった。そのため、第1稿をもとにした小説『ベルトーチカ・チルドレン』では登場しない。
アニメージュに連載された『ハイ・ストリーマー』に加筆した小説『機動戦士ガンダム 逆襲のシャア』ではアムロとの出会いも描かれている。チェーンによるνガンダムの図面がアムロの脳内イメージに合致するデザインのため驚かせたが、その直前の会話でアムロが仕上げた改造MSリ・ガズィを「ホビーであり、努力は認めるが悪あがきです」と扱き下ろし、その辛辣で素直すぎる反応はアムロがチェーンを内心嫌いになろうとすることを決意させ、二人が恋人関係になる兆候は見られなかった。しかし、彼女の献身的な性格にアムロは魅かれていった。本来なら聞いてはいけないのだが、サイコミュの増幅したデータを解析する際にアムロの記憶のなかにいるアリョーナ・ペイジの存在に気付き、嫉妬心から恋人か？と訊ねるが、アムロはそれを否定しチェーンへの愛情は変わる事はなく部屋の電気を消して二人はキスした。
デザインは当初、『機動戦士ガンダムZZ』の登場人物であるエマリー・オンスを少し若くしたようなラフ画が描かれたが、監督の富野由悠季から「もっと朴訥である」という指示が出され、その後の方向性が決まらなかったため、同じく富野監督から「実在のモデルを使ってみてはどうか」という提案が出された。キャラクターデザイン担当の北爪宏幸はそれを基に、実在する人物をそのまま落とし込むのではなく、日本人女性をイメージしてラフ画を書き上げ、それを踏まえてデザインが決定された。キャラクターデザインに関しては、メカニカルデザインを担当した庵野秀明やアニメーション監督で音楽プロデューサーの幾原邦彦などは評価しており、幾原は、富野由悠季が考えるキャラクターそのものであり、制作に不参加だった安彦良和が描いても、デザインとしては同じような到達点になっただろうと述べている。
漫画『機動戦士Ζガンダム Define』では、グリプス戦役時にカラバのオスロ基地のメカニックの一員として登場する。ネモの修理にジム系の部品は使えないことを的確に説明し、上司のスミレ・ホンゴウから褒められる。カラバに参加したアムロにはこの頃から興味をもっている様子がうかがえ、隣にいるベルトーチカの存在を気にしているが、スミレに「我々は裏方」とたしなめられる。

### トゥース
Tooth
声 - 戸谷公次
ラー・カイラムの操艦士。

### メラン
Meran
声 - 石塚運昇
ラー・カイラムの副艦長。ハサウェイの遺書を受け取った。小説およびOVA『機動戦士ガンダムUC』にも登場しており、ラー・カイラムの副艦長を続けている様子が描かれている。

## ネオ・ジオン
以下の人物は各項目を参照。
- シャア・アズナブル

### カイザス・M・バイヤー
Kaises M Buyer
声 - 村松康雄
文官。シャアの政治・外交面の参謀役。ギュネイの強化の程度を懸念している。
漫画『機動戦士ガンダム C.D.A. 若き彗星の肖像』では、ジオン独立同盟の党首として登場。旧知の間柄であるマハラジャ・カーンを通じ、シャア・アズナブルに対しジオン・ズム・ダイクンの遺志を継いで決起するように働きかける。続編に当たる『機動戦士Ζガンダム Define』では、グリプス戦役時にシャアの演説をテレビ放送で視聴し、彼がダイクンの息子であると明かしたことに涙を流して喜ぶ。

### ギュネイ・ガス
Gyunei Guss
声 - 山寺宏一（映画版） / 松本保典（角川カセット文庫版、グラーブ・ガスとして登場）
ナナイが所長を務めるニュータイプ研究所出身の強化人間で階級は少尉。戦艦レウルーラに乗り組んでいるヤクト・ドーガのパイロット。
ロンド・ベルの本拠地であるロンデニオンではシャアの護衛を務め、MSマニアを装いホビー・ハイザックでシャアの送迎も行った。
切れ者のエリートだがナイーブな一面もあり、多感な性格。
従来の強化人間と異なり落ち着いた振る舞いを見せ、頭痛などに苦しめられる様子もないが、その一方で度重なる強化、調整の結果として、「自分が死ぬことはないマシーンである」という自信過剰で自分の生死に無頓着な一面も現れており、劇中ではフィフス・ルナ戦後カイザスに過度な強化に対する懸念をされている。ナナイによれば、強化処置はあくまでも心理的な擦り込み操作を第一、薬物による神経反射作用の促進は第二であるという。
クェスに当初は迷惑していた素振りを見せていたが、初心者とは思えないヤクト・ドーガの試験飛行の習熟度、ファンネルを上手く使うこと等を目にし、ニュータイプとしての彼女に惹かれ、密かな恋心を抱くようになっていく。
ギュネイ自身は、周囲から強化人間ではなくニュータイプとして認められたいという願望を抱いており、クェスとの出会いによって本物のニュータイプに対する羨望や嫉妬を芽生えさせることになっていく。
出身は人口1万5千の島一号タイプの出身。一年戦争の際のコロニー潰しによりサイド4の両親を失いそれっきり外宇宙(アウト・オービト)暮らしだった。そんな過去の影響から、シャアが道を誤った際には自分がそれを止める立場になろうとクェスの前では見栄を張っていた。しかしクェスはシャアに夢中で、ギュネイのアプローチに全く応えなかった。シャアがクェスの才能を利用しようとしていることに対しては不快感を示しており、自分がアムロを倒すことによってシャアを超える男になり、クェスの心を自分のものにしたいという野心に突き動かされるようになっていった。
戦闘ではクェスと一緒に出撃する際は常に実戦に不慣れなクェスを援護して戦っていた。
アクシズを狙った核ミサイルによる攻撃には、熱量の一番高いミサイルを狙うようファンネルに命令することで全て撃ち落としシャアに「あれが強化人間の仕事だ」と言わせるほどの活躍を見せた。時に戦果を焦り過ぎて戦闘にのめり込んだ結果、νガンダムを追撃する味方のギラ・ドーガをシールドのメガ粒子砲で誤射し破壊してしまうが意に介する事なく戦闘を続けている。
前線に突出してきたケーラを捕らえ人質として利用することでアムロにνガンダムを放棄するよう勧告を行った。νガンダムを手に入れられればシャアを倒しクェスを手に入れられる男になるのを夢見ていたからである。
アムロは素直に要求に従い武装放棄を行ったものの、その行動はギュネイを激昂させる。なぜなら、ネオ・ジオンのファンネルは円筒形のものであって、νガンダムに装備されていたフィン・ファンネルのようなものは知らないものが見れば放熱板にしか見えなかったからである。フィン・ファンネルの誤作動により抵抗したと思い込み結局ケーラを殺害してしまったことでνガンダムを鹵獲する作戦は失敗、ギュネイは撤退した。
ギュネイはなまじ勘が良く、目がいい分余計な物に意識を走らせてしまうという特徴があり、フィフス・ルナではアムロがパージしたリ・ガズィのBWSに一瞬気を取られている。また、小説『機動戦士ガンダム 逆襲のシャア ベルトーチカチルドレン』の方ではこの特徴が顕著であり、一秒近く射撃できるようにして放されたリ・ガズィのビーム・ライフルに一瞬目を奪われた隙をつかれビーム・サーベルの直撃を受ける所だった(シャアのナイチンゲールが救援に来たため難は逃れた)。
全般的なパイロット能力は高いがファンネルの能力に頼りすぎるきらいがあり、終始νガンダムに押され劣勢だった事に対して「ファンネルがもたないから」「ファンネルがなんであんなにもつんだ？」と強く動揺し悔しがる様子を見せていた。三度目となるνガンダムとの戦いでは上述の弱点をアムロに突かれ戦死することになる。クェスのα・アジールを助けるため死角から攻撃をしかけたものの、手放されたνガンダムのバズーカの発射口に気を取られてしまい、迂闊にも操縦桿から手を離すほど動揺した一瞬の隙を突かれビーム・ライフルで狙撃され機体の後部が爆発、コックピット内の描写や最後のセリフもなく呆気なく戦死する。その最期は、映画の主要登場人物らしからぬ、あっさりとした形で描写された。
初期設定では「グラーブ・ガス」という名前が設定されており、映画の第一稿がモチーフの小説『ベルトーチカ・チルドレン』ではこの名前で登場する。同作での乗機はサイコ・ドーガ（サイコ・ギラ・ドーガ）。こちらでの最期はベルトーチカの乗ったリ・ガズィと戦い、視覚のなかでベルトーチカのお腹の中の胎児のイメージが収縮していくイメージを感じ取りながら、バズーカ・ランチャー（カセット文庫版ではミサイル）の最後の一発によりグラーブの生の存在は消滅した。さびしうろあき著の漫画『逆襲のシャア ベルトーチカ・チルドレン』では原作小説同様「温かいな」と呟きながら安らかな死に顔で消滅した。
グラーブ・ガスだった頃の初期では、『機動戦士ガンダムZZ』に登場したマシュマー・セロやキャラ・スーンを意識した、小悪党なキャラクターとしてデザインされたが、富野監督より「悪役だからと言って悪者顔にする必要はない」とダメ出しが入り、一見すると悪者には見えない容姿に変更された。しかし、不思議と作画をするアニメーターたちから描きやすいと好評で、印象に残るキャラクターになったという。
小説『機動戦士ガンダム 逆襲のシャア』(ハイ・ストリーマー)での最期は、νガンダムのフィン・ファンネルのバリアーを無理矢理突破しながらビーム・サーベルで攻撃を仕掛けるが、バリアー内でガンダムのビーム・サーベルで受け止められたせいでサーベルの干渉波が爆発的に外のバリアーをも歪め膨張。装甲が前部分から溶けていき、メイン・エンジンが爆発、戦死する。
スマートフォンゲームアプリ『機動戦士ガンダム U.C. ENGAGE』のイベント「アムロシャアモード」では、5thルナ落下作戦まではギーセン・ドーガに搭乗しており、同作戦時に『ベルトーチカ・チルドレン』のサイコ・ドーガと同様に損傷した機体を放棄する。
漫画『機動戦士ムーンガンダム』では、ではサイコバウに搭乗。
雑誌『ガンダムエース』2024年2月号掲載の特別読み切り漫画「おひとり様のナナイさん」（原作：築地俊彦、漫画：竹宮さとし）では、0091年にギラ・ドーガ サイコミュ試験型のテスト・パイロットを務めている。

### クェス・パラヤ
Quess Paraya
声 - 川村万梨阿（映画版） / 荘真由美（角川カセット文庫版）
13歳の少女。髪型を左右で長さの異なるツインテールにしている。アデナウアーの娘にして民間人であるが、ニュータイプの資質を持ち、作中では敵味方の陣営を転々とする。
感受性が強く、他人の心情を敏感に読み取ったり、相手が自分に対してこの先どのように関わってくるかを予見できたりするという鋭い直感力を持つ一方、そうした振る舞いが彼女を情緒不安定で奇異な存在に見せている。感情の起伏が激しく、浅薄で、周囲の状況を考えることができずに自分勝手な行動をとってしまったり、思ったことを包み隠さずに口にしてしまったりするような短所を持つ。
作中では複雑な人間関係を演じ、ハサウェイとギュネイの両方から異性としての好意を寄せられるものの、その内面は愛のない家庭で育ったことにより、傷ついて父の愛情に飢えており、アムロやシャアに父的なものを求めるほか、チェーンやナナイには激しい嫉妬を向ける。
地球生まれの地球育ちであるが、誰もがニュータイプになれれば人は分かり合えるという考えを持ち、かつて不和を抱える家から家出してインドのクリスティーナという女性のもとでニュータイプになるための修行をしていた経験を持つ。また、それによってニュータイプの本質を理解したとされる。
第二次ネオ・ジオン抗争の始まった頃に父の依頼を受けたマンハンターによって修行から連れ戻され、父と共に旧ホンコンの宇宙港から宇宙へ上がり、相席したハサウェイと知り合うが、この際に自分たちの搭乗するシャトルが落下中の5thルナとニアミスすることを予知している。宇宙では地球連邦軍のロンド・ベルに身を寄せ、ニュータイプであるアムロやモビルスーツの操縦について興味を持つようになるが、次第に自分が周囲から冷遇されていると感じるようになり、チェーンとアムロの関係を察した際には彼女と衝突し、自分はアムロの傍にはいられないと感じるようになる。その後、サイド1のコロニー・ロンデニオンでシャアとアムロの論争や格闘を目撃した結果、シャアのほうに共感して彼を助け、誘いに応じてネオ・ジオンへ身を寄せる。
クェスはシャアが掲げる思想や自分と同じような孤独感に共感し、同時に彼への独占欲を抱くが、シャア自身はクェスのことを持て余すうえ、彼女から父性を求められていることを認識できず、優しく振る舞いつつも戦争の道具として扱うだけであった。このことはギュネイの反発を招くが、クェスは自分がシャアからそのように扱われていることには気がつかなかった。
ニュータイプ研究所で心理的な刷り込みや訓練を受け、ファンネルを使いこなすなど非凡な才能を見せたことから、ナナイに「サイコフレームを使わなくてもファンネルを操作できるタイプのニュータイプ」と高く評価され、ニュータイプ専用機ヤクト・ドーガやα・アジールの性能を発揮していく。一方、初陣となるルナツーでは、自らが撃沈した巡洋艦クラップのブリッジに父がいたことに気付いておらず、それをきっかけとして感情のバランスを失っていく。地球がなくなれば人は誰もがニュータイプとなって分かり合えるというシャアの思想を信じ、連邦軍と戦い続ける。
最終的には、戦場で再会したハサウェイからの身を挺した説得を受けるもののそれを拒み、クェスの存在を危険と感じたチェーンの攻撃によってα・アジールもろとも撃墜され、戦死した。クェスが死の間際にとった行動は、チェーンからの攻撃にハサウェイを巻き込むまいと遠ざけ、彼を助けようとするものであった。その後、機体が下がった所にグレネードが命中した。クェスの最期を挟んだ一連の場面は、大義ではなく個人レベルの行き違いが悲劇の連鎖となっていく展開となっており、映画における見せ場のひとつとして構成されている。また、クェスが求め続けていた父を得られなかったことは、映画の終盤におけるアムロとシャアの最後の会話でも触れられることになる。
初期設定では「クェス・エア (Quess Air)」という名前であり、完成本編でもネオ・ジオンにおいてアデナウアーの娘であることを隠すため、この名を偽名として用いる場面がある。本来の姓である「パラヤ」は、クェスが修行を積んだインドのカースト制における不可触民、パライヤールからとられているとのこと。不可触民とはカーストの階層外の者を示す。
作中におけるクェスの立ち位置は、『機動戦士Ζガンダム』の主人公カミーユ・ビダンを意識したものであるといい、カミーユ同様に当時の大人から見た若者像が反映されているといわれる。映画でクェス役を演じた川村は、その性格がネガティブに受け取られないよう注意して演じたが、そのエキセントリックな人物像はファンの間で否定的な評価も寄せられたと言われ、賛否が分かれた。そのため、制作スタッフの中にも嫌悪感を抱く者が少なからずあり、北爪宏幸や出渕裕は嫌いなキャラであると公言している。もっとも北爪は、俗物である社会から出てきたニュータイプであるとして、社会を否定するなら、こういうキャラ付けにならざるを得ないと、一定の理解は示している。一方で、好感を持つ業界関係者も少なからずおり、アニメーション監督で音楽プロデューサーの幾原邦彦は、彼女のような人間に惹かれることが多い自身の嗜好性を明かした上で、「クェスを求める人間の気持ちが良く分かる」と語っている。『愛と戦いのロボット 完全保存版』で発表されたアンケート「みんなで選ぶロボットアニメーションベスト100」では、「一番お気に入りのヒロインは？」で第63位にランクインした。
そのキャラクターデザインを担当した北爪は、作中で最も手間がかかったキャラクターだったと述べている。エルピー・プルでもフォウ・ムラサメでもない精神の不安定さをデザインへ落とし込むことに苦労し、脚本を読んでもキャラクターの本心が全く解らなかったため、監督の富野が思い描くイメージを把握するまで何度も手直しを重ねたという。またデザインに関しては性格の二面性を表現するため、髪形などにその傾向がみられるアシンメトリーな造形がなされ、本作のヒロインという位置づけにあるため差別化を図る意味で、登場するキャラクターの中で唯一、デザインにデフォルメが入っている。
小説『機動戦士ガンダム 逆襲のシャア ハイ・ストリーマー』では、最後までヤクト・ドーガに搭乗する（作中にα・アジールは登場しない）。小説『ベルトーチカ・チルドレン』では、ネオ・ジオンに身を寄せた直後からα・アジールを乗機として与えられるほか、その最期の経緯が映画版と異なっている。同作では、ジェガンに乗ったハサウェイがアムロを助けようとして攻撃し、それが偶然α・アジールの操縦席に直撃してクェスを殺害してしまう結果となっており、この出来事が同作の続編『機動戦士ガンダム 閃光のハサウェイ』に尾を引くこととなる。一方、後年に製作されたOVA『GUNDAM EVOLVE 5』では映画や小説とも異なり、クェスがハサウェイの乗機を撃墜してしまうもののアムロによって諭され、辛うじて生存していたハサウェイを救出するという結末が描かれている。
監督の富野由悠季によれば、物語の狂言回しとして技術論的に創造されたキャラクターであるが、80年代当時にブームとなっていたロリータ・コンプレックスの認識論が曖昧だったことに対するアンチテーゼとして、「自意識過剰で、お父さんたちとは友達になれない子供」という設定が盛り込まれていると語り、『ルパン三世 カリオストロの城』を監督した宮崎駿にぶつけるつもりで生み出したキャラクターなのかもしれないと、後の取材で証言している。
富野監督は当時、若い人や中年に「病気の人」が多くなっていると感じ、その代表選手としてクェスを描いたとしている。

### ナナイ・ミゲル
Nanai Miguel / Nanai Mingeru
声 - 榊原良子
ネオ・ジオンの戦術士官で大尉。ニュータイプ研究所の長も務める。シャアと個人的にも親しく、思いを寄せている。軍事では参謀として、私的な場では恋人として、彼を公私にわたってサポートする。軍人としては部下に厳格な面を見せる。シャアが連れてきたクェス・パラヤをシャアから任され彼女を強化するが、彼女に対して多少の嫉妬も抱いており、何かとクェスをかまうシャアに苛立ちを見せることもあった。
彼女自身もニュータイプらしき素質があるところが垣間見える場面があり、戦場でサザビーを駆るシャアの行動や感情を強く感知し、把握していた。戦局の終盤では、不安の入り混じった思念を送るが、アムロとの決着に没入するシャアに「男同士の間に入るな」と一蹴される。そして、シャアが大気圏で消滅したと思われた瞬間号泣する。
『機動戦士Vガンダム』に登場する主人公ウッソ・エヴィンの母親ミューラ・ミゲルとの血縁関係を取り沙汰され、ウッソがシャアの末裔ではないかという指摘もあったが、後に富野監督から否定されている。
小説『ベルトーチカ・チルドレン』では、「メスタ・メスア」という名前で登場し、カセットブック版の声優もナナイと同じく榊原である。彼女の父親はジオンとの繋がりを疑われ、過酷な仕事に追いやられてそのまま死んでしまったという過去を持つ。
漫画『機動戦士ガンダム C.D.A. 若き彗星の肖像』では、兄ジョルジョ・ミゲルと共にジオン独立同盟の活動員として登場（当時ジュニアハイスクール2年生）。フラナガン機関の研究を引継いだサイド3仮施設にて研究員として携わり、ナナイ自身も過去にニュータイプ訓練を受けている。宇宙世紀0084年以降は連邦軍のニュータイプ施設の優良研修生となっている。
スマートフォンゲームアプリ『機動戦士ガンダム U.C. ENGAGE』のイベント「0086 ペッシェ・モンターニュ ～水の星にくちづけをI～」では、出身はジオンだがオーガスタ研究所の研究員として登場（声優も榊原である）。野心家で計算高い。ロザミア・バダムの再強化を回避しようとするペッシェに、インコムのデータ収集の被験者となることを提案する。しかしその裏で、ペッシェを心配してみずから再強化を志願するロザミアに人格の再形成をほどこす。「0087 ペッシェ・モンターニュ ～水の星にくちづけをII～」では、ローレン・ナカモト博士らとともに敗色濃厚なティターンズに見切りをつけてアクシズへの亡命を画策、パプテマス・シロッコ配下のMS隊の襲撃を受け轟沈直前のドゴス・ギアから脱出する。「0088 ペッシェ・モンターニュ ～声なき声のささやきをI～」では、ネオ・ジオンのニュータイプ研究所でローレンとともに「リンク・サイコミュ」の開発をおこなうが、有能な被験者の不足により遅れが生じているため、ペッシェがネオ・ジオンの実戦部隊から研究所に戻ってくるよう画策する。
劇場版Ζガンダム基軸の漫画『機動戦士Ζガンダム デイアフタートゥモロー ―カイ・シデンのレポートより―』では、ティターンズの配下にあったニュータイプ研究所で研究生として登場。ローレン・ナカモトと共にカラバへ投降している。
漫画『機動戦士ガンダム 逆襲のシャア BEYOND THE TIME』では、第一次ネオ・ジオン抗争後は民間のサイコミュ研究所を装いニュータイプ研究を続けており、その成果としてサイコフレームを開発し試作品を完成させていた。その後サイコフレーム技術を求めるシャアと再会し、ネオ・ジオンに所属した。
映画の後の消息は不明だが、漫画『機動戦士ガンダム 逆襲のシャア BEYOND THE TIME』では、スウィートウォーターで隠棲している。書籍『ガンダムMSグラフィカ』では、宇宙世紀0095年にナナイの遺品を引き取りにきた母と思われる老女が登場している。
『ガンダムエース』2024年2月号掲載の特別読み切り漫画「おひとり様のナナイさん」では、0091年のレウルーラ内の自室での彼女の日常がコメディタッチで3話描かれた。
キャラクターデザインに関しては、当時ハリウッドで活躍していた欧米系の役者を念頭に、『トップガン (映画)』のヒロインを務めた俳優のケリー・マクギリスをイメージして描かれており、それほど難航せずに決定された。
劇場版で監督を務めた富野由悠季は、シャア・アズナブルに抱かれても恥ずかしくない人物として創造したと証言している。

### ホルスト・ハーネス
Horst Harness
声 - 池田勝
文官。カイザスと共に政治・外交面の参謀役。生粋のジオニストで、ジオンの再興を願っている。連邦政府を相手に、アクシズ買収の折衝を行った。
OVA『機動戦士ガンダム0083 STARDUST MEMORY』ではアクシズの高官として登場し、漫画『機動戦士ガンダムΖΖ外伝 ジオンの幻陽』ではザビ家信奉派として描かれた。これらは本来「アクシズの高官B」というキャラクターであったが、現在の解説本ではホルスト本人として扱われている。
漫画『機動戦士ガンダム MSV-R ジョニー・ライデンの帰還』では、ネオ・ジオンの文官として登場。映画以前の年代当時、一年戦争時点からジオン軍の軍政を担当していたとされるが、元ジオン軍のエースパイロットらからは「性質の悪い軍閥官僚オヤジ」と評されている。

### ライル
Lyle
声 - 曽我部和恭（映画版） / 斉藤次郎（『ギレンの野望』以降のゲーム作品）
レウルーラの艦長。階級は中佐。レウルーラは後の『機動戦士ガンダムUC』にも登場するものの、艦長はヒル・ドーソン大佐に引き継がれておりライルの消息は不明。

### レズン・シュナイダー
Rezin Schnyder
声 - 伊倉一恵
新生ネオ・ジオンのモビルスーツ隊長で階級は少尉。男勝りの女性で、青いパーソナル・カラーのギラ・ドーガを駆り、戦場に入れば好き勝手にやっている。寄り合い的な部隊をまとめ上げるカリスマ的なエースパイロットであり、劇中ではケーラのジェガンを圧倒するなどの活躍も見せているが、一方で自分がニュータイプではないことに対する劣等感や卑屈さから、強化人間やニュータイプに対する対抗意識を抱いており、ギュネイやクェスに対しては辛辣な態度で接する。さびしうろあきによる漫画版「ベルトーチカ・チルドレン」では度量ある性格であり、クェスに絡まず、のした後とはいえ部下にギュネイを部屋に送らせていく思慮も見せている。
シャアの陽動作戦に参加した際、ラー・カイラムの対空砲火に乗機を撃墜され死亡する。このときレズンを撃墜したのは、映画ではサイコフレームの試料を所持したチェーンで、小説『ベルトーチカ・チルドレン』では赤子の声に導かれたベルトーチカであった。
漫画『機動戦士Ζガンダム Define』では、グリプス戦役時にはジオン共和国軍に所属しているが、シャアの演説放送を兵舎で視聴し、仲間とともにエゥーゴに参加する意志を示す。
宇宙世紀0090年を舞台とする漫画『機動戦士ガンダム MSV-R ジョニー・ライデンの帰還』では、青いバウに搭乗する。

## 地球連邦政府
以下の人物は各項目を参照。
- カムラン・ブルーム

### アデナウアー・パラヤ
Adenauer Paraya
声 - 嶋俊介（映画版） / 喜多川拓郎（カセット文庫『ベルトーチカ・チルドレン』） / 中多和宏（ゲーム『SDガンダム GGENERATION SPIRITS』）
地球連邦政府の参謀次官。政府の密命を受けており、ロンド・ベルを相手にせず、ネオ･ジオンとの和平交渉を進めようとする。典型的なアースノイドであり、地球のこと以外は顧みようとしない。小説『ベルトーチカ・チルドレン』でも、虚栄心は強いが皮肉を投げかけられても気が付かないような人物として描写されている。
クェスの父親だが、彼女が父親の愛情に飢えていたのに対し、アデナウアーは家庭を顧みない利己的な人物であり、クェスからは軽蔑されている。小説『ベルトーチカ・チルドレン』によれば、本妻は家を出て宇宙移民となっており現在は音信不通とされ、クェスからは愛人がアデナウアーから実母を奪ったと思われていることが描写されている。宇宙に上がろうとした際には愛人キャサリン（声 - 小宮和枝）が同行していたが、クェスの同行を嫌った彼女とは宇宙空港で喧嘩別れしてしまい、このときに空いた席を居合わせたハサウェイに譲ったことが、ハサウェイとクェスを引き合わせることになる。
シャアの真意には気がつかないまま、ネオ・ジオンのアクシズ落としに利用される形で交渉を進め、最終的にはネオ・ジオンの武装解除という名目で立ち会ったルナツーにおいて、乗艦していたクラップのブリッジに攻撃を受け死亡する。このとき艦を攻撃したヤクト・ドーガを操縦していた人物は、ネオ･ジオンのパイロットとなっていた娘クェスであったが、アデナウアーがそのことに気がつくことはなかった。
キャラクターデザインは、痩せたパターンと恰幅の良いパターンの2種類が描かれ、最終的に、小役人である設定を踏まえて、その中間である普通の体型に設定された。

### ジョン・バウアー
映画本編では冒頭で名前が挙がるのみ。ミライ等のために宇宙行きの航空券を取っており、紹介状の名義人となっている。またアデナウアーにもなんらかの貸しを作っていたらしい表現がなされており、アデナウアーがシャトルの席をハサウェイに譲る理由として、バウアーへの「借り」に言及する場面がある。
小説版『機動戦士ガンダム 逆襲のシャア』（ハイ・ストリーマー）では、アムロとブライトの会話の中でも名前が登場し、補給関係の重鎮を務める良心的な参謀で、ジェガンの量産を強行させたり、νガンダムの建造のためにアナハイム・エレクトロニクスのフォン・ブラウン工場を確保するなどしたが、アムロが入手を希望していたΖガンダムや百式についての行方は知らず、保存を取り決めた閣議決定を覆すほどの力はない、と言及されている。
後に『機動戦士ガンダムUC』にも名前が登場し、ロンド・ベルの創設に関わった政治家であるという言及がされている。
小説『機動戦士ガンダムUC』で、この時代でも行動しているが、バウアーの行動は軍産複合体維持のスタンドプレイとも記述されており、ローナンからはアナハイム・エレクトロニクスを票田に持つ国防族で、宇宙軍再編計画の頓挫をなによりも恐れる利権亡者と思われている。

## アナハイム・エレクトロニクス

### オクトバー・サラン
October Saran
声 - 牛山茂
軍需複合企業『アナハイム・エレクトロニクス』の技術者で、νガンダムの開発責任者。チェーン・アギを当初（アムロ曰く「チェーンがチャーミング過ぎる」が故に）、連邦の技術士官だと信じていなかった。チェーンから「アナハイムがネオ・ジオンのモビルスーツを建造している」と聞いたアムロにその話を振られると、自分たち技術部門は違うと否定した。
サイコフレームの技術詳細をアムロとチェーンに説明したが、彼もサイコフレームは材料開発部門から流されてきた技術としか知らされておらず、技術の出所は知らなかった。後にチェーンに頼まれた通り、ラー・カイラムへサイコフレームの試料を送る。試料に同封されていたオクトバーの手紙には、サイコフレームが実はアナハイム社の材料開発部のアイデアではなく、開発部も断定はしていないが恐らくは、ネオ・ジオンから提供された技術だということが書かれていた。
漫画作品『機動戦士ガンダム ピューリッツァー -アムロ・レイは極光の彼方へ-』では、第2次ネオ・ジオン抗争後はνガンダム後継機の開発も中止された上、作業用プチMS開発企業である「トルロ社」に出向させられている。本人は抗争終結による軍縮が理由と言っているが、接触してきたカイによると連邦政府は軍にも新規の予算を策定しており、アナハイムにも相当の資金が流れているはずだと論破され、サイコ・フレームによる影響で社内から干されたことを認めている。

## その他
以下の人物は各項目を参照。
- チェーミン・ノア
- ハサウェイ・ノア
- ミライ・ノア（ミライ・ヤシマ）
- ララァ・スン

## ベルトーチカ・チルドレンにのみ登場する人物
以下の人物は各項目を参照。
- グラーブ・ガス（ギュネイ・ガスの本作での氏名）
- ベルトーチカ・イルマ
- メスタ・メスア（ナナイ・ミゲルの本作での氏名）

アムロとベルトーチカの子供
妊娠3か月未満の胎児であり、まだ名前は授かっていない。クェスはベルトーチカ自身が気がつくより先にその妊娠を言い当てており、このことはクェスにアムロに対する興味を失わせる動機にもなった。アムロは最期の出撃の直前に妊娠のことを知らされ父親としての自覚を得て、宿敵シャア・アズナブルとの決戦に向け決意を改めるが、その後生まれてくる子供の顔を見ることなく行方不明になってしまう。
胎児であるが、意識ははっきりあるようであり、劇中ではベルトーチカの事をママ、マミー、中国語の『お母さん』に似た音で呼んでおり、ベルトーチカ以外にもアムロ、クェス、グラーブはその声(意思)を戦場で聞いている。ベルトーチカの胎内からニュータイプ能力で超常現象を度々起こしており、ベルトーチカの発射したラー・カイラムの曳光弾をギラ・ドーガ(レズン機)に直撃させる、ベルトーチカの搭乗したリ・ガズィに直撃するはずだったサイコ・ドーガのライフルを弾くと同時に胎児のイメージをグラーブに強制的に見せる、アムロの乗ったνガンダムの周囲にオーロラの光に似たバリアーを発生させ襲いかかるナイチンゲールのファンネルとビームを防ぐ、ガンダムから白い光の壁を起こしアクシズの進路を変更させるなど。小説版および劇場版『機動戦士ガンダム 逆襲のシャア』では、上記の現象はチェーン・アギが装備していた試料用サイコ・フレームが引き起こしたことに変更された。
『ガンダム映画化委員会』からの「映画でアムロの結婚した姿を見たくはない」という意見に応えた為、ベルトーチカともども劇場用アニメでは登場していない。代わりにアムロのパートナーはチェーンに変更された。

## ハイ・ストリーマーにのみ登場する人物

### 地球連邦軍
マシアス・テスタ
ラー・ザイムの艦長。アムロにはパイロットのみならず、宇宙港への入港事務、捕虜の尋問、エグムの潜入捜査を命じる。物語途中でラー・ザイムごとロンド・ベルからルナ・ツーに転属となる。アムロからは「素人」と低く評価されている。
漫画『機動戦士ムーンガンダム』や、スマートフォンゲームアプリ『機動戦士ガンダム U.C. ENGAGE』のイベント「アムロシャアモード」にも登場。
カニンガム・ショー
ラー・ザイムのモビルスーツ隊パイロット。20歳。ジェダ5番機を駆りアムロのパートナーとして捕虜の尋問や潜入捜査もこなす。空手の有段者であり格闘能力も高い優秀な兵士である。当初はアムロを単なる上司としか視ていなかったが、MSの操縦のミスで民家を巻き込み死者を出した事故の処理をアムロにして貰い、アムロの優しさに魅かれていくことになる。しかし、そんな彼女の想いも虚しく、ラー・カイラムに移ったアムロと再会する事は遂になかった。
「アムロシャアモード」では『ハイ・ストリーマー』を踏襲したストーリー・パートがあるもののマシアス以外は登場せず、民家を巻き込んだのは名もなき男性パイロットのジムIIIに、シャアがアムロに宣戦布告する際の僚機は搭乗者不明のベースジャバーになっており、カニンガムが登場するはずのシーンが変更されている。
ジョー・セイ
声 - 新祐樹（『U.C. ENGAGE』）
ラー・ザイムのジェダ4番機パイロット。悩み事の無さそうな楽天家。
『ムーンガンダム』にも登場。
オルヤン・ブルムクイフト
声 - 山本祥太（『U.C. ENGAGE』）
ラー・ザイムのジェダ6番機パイロット。
『ムーンガンダム』にも登場。同作では名前が「オルヤン・ブロムクフィト」と表記されている。
メステマー・ディロン
ラー・ザイムの士官。中尉。アリョーナ・ペイジを尋問する。
ベッグルマン・オファー
ラー・ザイムのメカニックチーフ。徹夜でモビルスーツの整備にいそしむ真面目で実直なメカマンだが、アムロからは低く評価されている。
キメロン
ラー・ザイムの副長。
コンケスト
ラー・カイラムのパイロット。中尉。戦争を当然と考えるアムロに反発して戦闘忌避を主張するが、アムロの強引さに押し切られる。

### エグム
ゼダ・マンディラ
市民運動のエグムを隠れ蓑にネオ・ジオンとしてのゲリラ活動をしている。シャアをシャア・ダイクンと呼んで崇拝している。MSカブール・ベルグソン2式を駆り、アムロを追いつめる。
キャシー・カザリック
アリョーナ・ペイジが住むアパートの管理人。ポーランド出身の宇宙移民一世。興信所の探偵に変装したアムロにエグムとの連絡先を教える。
アンクル・サムの主人
エグムの支持者が集まるバー「アンクル・サム」の主人。変装したアムロにゼダ・マンディラを紹介する。
アリョーナ・ペィジ
エグムのゲリラ活動に携わる18歳の少女。アムロに尾行されてエグムの拠点を暴かれたことで仲間からリンチを受ける。エグムの暴力的活動に愛想を尽かしラー・ザイムに潜入して逃亡をはかる。アムロを保証人としてロンデニオンに移住しアムロと一夜を明かす（添い寝をしただけである）。愛してくれると言う約束を残したまま帰ってこないアムロの冷たさに涙を止められずにいた（アムロはシャアと戦闘中であった）。当初アムロを憎んでいた言動もあったが、子供の時に汚い格好をした自分にアムロが手を振り返してくれた事を覚えており、本心からではなかった。
アマラン、クラーク
ザクに酷似したモビルスーツのパイロットたち。エグムの運動家でネオ・ジオンの活動員。